# Schlacht bei Baesweiler
Die Schlacht bei Baesweiler fand am 22. August 1371 in Baesweiler statt und war die entscheidende Schlacht in der Brabanter Fehde.

## Vorgeschichte (Brabanter Fehde)
Kaiser Karl IV. hatte im Osten des Heiligen Römischen Reiches ein „Hegemoniales Königtum“ errichtet, gestützt auf seine Hausmacht in Böhmen, Schlesien und Brandenburg. Im Westen plante er Ähnliches für seinen Halbbruder Wenzel I. Zunächst erhob er dessen Grafschaft Luxemburg zum Herzogtum und verheiratete ihn mit der Erbin des mächtigen Herzogtums Brabant. Die Herrschaft dort konnte Wenzel jedoch nicht unangefochten antreten, sondern er musste sich im Frieden von Ath 1356 dazu verpflichten, dem Herzog von Burgund und Grafen von Flandern Philipp dem Kühnen die Stadt Antwerpen auszuhändigen und – sollte Wenzel ohne Erben bleiben – auch Brabant. Um seine Macht zu konsolidieren, wandte sich Wenzel daher gegen Osten und errang kleine territoriale Erfolge gegen Eduard, Herzog von Geldern, und Wilhelm, Herzog von Jülich. 1366 wurde er von seinem Bruder zum Reichsvikar im Westen ernannt, wodurch Wenzel auch die rechtliche Grundlagen hatte, gegen Landfriedensbrecher vorzugehen. Raubüberfälle auf Brabanter Kaufleute im Jülicher Land nahm er zum Anlass, um gegen Eduard und Wilhelm erneut zu Felde zu ziehen. Am 21. und 22. August 1371 drang er mit einem großen Heer in das Jülicher Herzogtum ein.

## Schlachtverlauf
Nach dem Übergang über die Wurm griff Herzog Wilhelm noch vor dem Eintreffen der geldrischen Truppen bei dem Ort Baesweiler die brabanter Truppen an. Der Kampf zog sich den ganzen Vormittag hin, wobei es nach anfänglicher Bedrängnis den überlegenen Streitkräften Brabants gelang, die Jülicher zurückzudrängen. Als die Schlacht schon entschieden schien, traf überraschend Herzog Eduard mit neuen Truppen auf dem Kampfplatz ein. In dem morgendlichen Kampf waren die Linien weit auseinandergezogen und zum Teil aufgelöst worden, so dass nun die Brabanter keine Zeit mehr hatten, Formation einzunehmen und Kampflinien zu bilden, um sich der ausgeruhten geldrischen Soldaten erwehren zu können. Die Überraschung war vollkommen: 270 Grafen und Ritter der Brabanter wurden gefangen genommen. Wenzel selber fiel in die Hände seiner Feinde und wurde von Herzog Wilhelm zunächst nach Jülich, dann nach Nideggen gebracht. Jedoch war auf geldrischer Seite der Herzog gefallen, als er nach der Schlacht den Helm abnahm und von einem der letzten Pfeile getroffen wurde.

## Auswirkungen der Schlacht
Karl IV. sprach über Wilhelm die Reichsacht aus und erschien im Juni 1372 in Aachen, um seinen Halbbruder zu befreien. An eine militärische Lösung war allerdings nicht zu denken. Denn Wenzels Position war nicht mehr zu retten: „Die Niederlage kostete den Herzog an Sold, Entschädigungen, Lösegelder usw. ungefähr 1.195.000 Moutonen bei normalen herzoglichen Jahreseinkünften von 50.000–75.000 Moutonen. Zwar nahmen die brabantischen Stände den Löwenanteil dieser Last auf sich, verlangten dafür aber so weitgehende politische Konzessionen, daß Wenzel als politische Potenz abgeschrieben werden mußte.“ (Janssen) In realistischer Einschätzung der Kräfte war an eine luxemburgische Hegemonie im Westen nicht mehr zu denken und der Kaiser musste sich auf die beiden verbleibenden Mächte stützen, nämlich den Sieger Wilhelm von Jülich und den Kölner Erzbischof Friedrich III. von Saarwerden. Letzterem verlieh er daher das Reichsvikariat.
Man einigte sich auf eine besondere Lösung: Wilhelm von Jülich unterwarf sich dem Kaiser und gab Wenzel ohne Lösegeld frei. Im Gegenzug belehnte der Kaiser den Sohn des siegreichen Herzog Wilhelm von Jülich mit dem vakant gewordenen Herzogtum Geldern. Denn nach dem Schlachtentod von Eduard war noch im selben Jahr auch sein älterer Bruder Rainald III. von Geldern kinderlos verstorben, weshalb das Herzogtum Geldern und die Grafschaft Zütphen ohne männlichen Erben waren. Anwärterinnen auf das Herzogtum waren die Schwestern der beiden Herzöge, Mechthild und Maria, wobei letztere mit Herzog Wilhelm von Jülich verheiratet war und einen gleichnamigen Sohn hatte. Der Kaiser belehnte daher den noch minderjährigen Wilhelm mit dem Herzogtum Geldern und bestellte seinen Vater zum Regenten. Auch bezahlte der Kaiser 50.000 Florin für einen Schutzvertrag zwischen Brabant und Jülich – eine etwas verklausulierte Form des Lösegeldes.